# میکائل چایلاخیان
میکائل کریستاپوری چایلاخیان (ارمنی: Միքայել Քրիստափորի Չայլախյան؛ زاده ۲۱ مارس [سبک قدیمی: ۸ مارس] ۱۹۰۲ – درگذشته ۳۰ نوامبر ۱۹۹۱) یک دانشمند اهل ارمنستان-روسیه بود که برای پیشنهاد وجود یک هورمون گیاهی جهانی که در عمل گلکاری دخیل است شناخته می‌شود. وی در سال ۱۹۳۶ این هورمون را فلوریژن نامگذاری نمود.
تحقیقات وی دربارهٔ مکانیزم گلکاری، tuberization و ابراز احساسات در گیاهان بودند. کار پیشگامانه وی در مورد کاربردهای کشاورزی هورمون گیاهی و مکمل‌های مصنوعی بودند

## زندگی‌نامه
وی پدر لوون چایلاخیان بود. وی برندهٔ جوایزی همچون نشان لنین شده‌است. چایلاخیان در گورستان ارامنه مسکو به خاک سپرده شده‌است.